# سيفون فلتر:عامل التصفية
سيفون فلتر:عامل التصفية (بالإنجليزية: Syphon Filter: Dark Mirror) هي لعبة فيديو من نوع تسلل وتصويب منظور الشخص الثالث، تاريخ صدورها هو 14 مارس 2006 . وهي متوفرة على أجهزة بلاي ستيشن بورتبل وبلاي ستيشن 2 . اللعبة من تطوير إس سي إي بند ستوديو وهي من نشر سوني كمبيوتر إنترتينمنت .

## روابط خارجية
- سيفون فلتر:عامل التصفية على موقع IMDb (الإنجليزية)